# Џералдин (Монтана)
Џералдин (енгл. Geraldine) град је у америчкој савезној држави Монтана.

## Демографија
По попису из 2010. године број становника је 261, што је 23 (-8,1%) становника мање него 2000. године.
| Група             | 2000.       | 2010.       |
| Белци             | 280 (98,6%) | 248 (95,0%) |
| Афроамериканци    | 0 (0,0%)    | 0 (0,0%)    |
| Азијати           | 0 (0,0%)    | 0 (0,0%)    |
| Хиспаноамериканци | 3 (1,1%)    | 6 (2,3%)    |
| Укупно            | 284         | 261         |